# تأثر بزعاف الحشرات

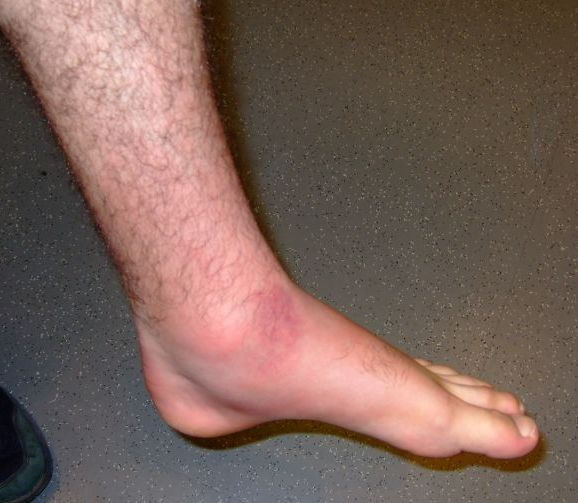

التأثر بزعاف الحشرات هي العملية التي يتم من خلالها حقن الزعاف في بعض الحشرات نتيجة العض (أو اللدغ) من الحيوانات السامة. وتستخدم العديد من أنواع الحيوانات، بما في ذلك الثدييات (على سبيل المثال الذبابة الشمالية قصيرة الذيل أو Blarina brevicauda)، والزواحف (على سبيل المثال الصل الناشر السلطاني) والعناكب (على سبيل المثال عنكبوت الأرملة السوداء)، والحشرات (على سبيل المثال الدبابير ونحل العسل والفراش)، الزعاف من أجل الاصطياد ومن أجل الدفاع عن ذاتها. ويتم حقن معظم أنواع الزعاف من خلال إصابة بشرة الضحية، إلا أن بعض أنواع الزعاف يتم حقنها بشكل خارجي، خصوصًا في الأنسجة الحساسة مثل تلك التي تحيط العينين. وفي بعض الزواحف، مثل مسخ الجيلا، يدخل الزعاف الموجود في اللعاب إلى الفريسة من خلال العض بالأسنان المخددة، إلا أن العديد من الحيوانات تحتوي على أعضاء خاصة، مثل الأسنان المجوفة (الأنياب) وإبر الحشرات الأنبوبية التي تخترق بشرة الفريسة، وبعدها تبخ الزعاف في العضلات المرفقة بمستودع الزعاف الخاص بالحيوان المهاجم ليدخل إلى أنسجة جسم الضحية. ويمكن أن تحدث الوفاة نتيجة العض أو اللدغ.

## الأدوية المضادة للزعاف
توجد العديد من أنواع الأدوية المضادة للزعاف، وهي تتكون في الغالب من أجسام مضادة أو أجزاء من الأجسام المضادة التي تهدف إلى تحييد الزعاف.